# Velázquez (inslagkrater)
Velázquez is een inslagkrater in de Victoriavierhoek op het noordelijk halfrond van de planeet Mercurius. Velázquez is een inslagkrater van ongeveer 128 km diameter. 
De krater is op 1979 door de Internationale Astronomische Unie vernoemd naar de Spaanse kunstschilder Diego Velázquez. 